# Cauzac
Cauzac település Franciaországban, Lot-et-Garonne megyében. Lakosainak száma 413 fő (2022. január 1.). Cauzac Frespech, La Sauvetat-de-Savères, Beauville, Blaymont, Cassignas, Dondas, Laroque-Timbaut, Saint-Martin-de-Beauville és Saint-Robert községekkel határos.

## Népesség
A település népességének változása:
| Lakosok száma | 285  | 284  | 340  | 367  | 413  | 423  | 423  | 417  | 413  | 413  |
|               | 1968 | 1982 | 1990 | 2006 | 2013 | 2015 | 2017 | 2019 | 2020 | 2022 |